# Alcide Blavet
Pour les articles homonymes, voir Blavet.
Alcide Blavet est un magistrat et écrivain français d'expression provençale.

## Biographie
Né en 1868 à Alais, Alcide Blavet participe à la vie littéraire cévenole.
Majoral du Félibrige à partir de 1914, il opte pour le nom de plume « Jan Pagan », et signe plusieurs ouvrages sous ce nom en provençal.
Ancien avoué, il devient en 1930 juge au tribunal civil de Florac.
Il meurt en 1934 dans sa ville natale. Il est le père de Jean Blavet, avocat et auteur de deux romans.

## Ouvrages
- (oc) Labro e roso: pouësio prouvençalo (préf. Paul Gaussen), Alès, Castagnier, 1888 (SUDOC 009095667).
- Le Muscat de Frontignan : chanson, Avignon, Roumanille, 1895 (BNF 42866524).
- (oc) L'amigo rustico: pouësio prouvençalo (ill. Albert Eloy-Vincent), Avignon, Roumanille, 1912 (BNF 32503608).
- (oc) Lou barbié de Sauset: coumedîo en un ate en vers dins lou parla raiôu embé la versiéu franceso rimado e la musico de l'ér cevenôu ; segui de La calandro de basco : péço dramatico en un ate en vers embé la traduciéu franceso, Avignon, Roumanille, 1934 (BNF 37638275).